# NGC 2939
NGC 2939 (również PGC 27451 lub UGC 5134) – galaktyka spiralna (Sbc), znajdująca się w gwiazdozbiorze Lwa. Odkrył ją William Herschel 18 stycznia 1784 roku.
W galaktyce tej zaobserwowano supernowe SN 2009ao i SN 2011cf.